# Río Ugíjar
El río Ugíjar es un río del sur de la península ibérica perteneciente a la cuenca mediterránea andaluza que discurre en su totalidad por la comarca de la Alpujarra Granadina, en la provincia de Granada.

## Curso
El río Ugíjar nace en la ladera sur de Sierra Nevada, dentro del término municipal homónimo, y desemboca en el río Adra, cerca de la población de Darrícal, en el límite entre las provincias de Granada y Almería, tras un recorrido de unos 22 km en dirección nordeste-suroeste en su tramo alto y norte-sur en el tramo bajo, a parir de su confluencia con el río Nechite, que es su principal afluente.